# 桓算
桓算（かんさん、生没年不詳）は、平安時代の僧侶。架空説もある。寛算とも。
『大鏡』・『平家物語』などの平安時代の古典文学などに登場する人物である。「桓算供奉」とも呼ばれていることから内供奉を務めていた僧侶ともされている。『大鏡』によれば、藤原元方とともに藤原師輔に恨みを抱いて怨霊となり、師輔やその子孫を祟ったとされている。『大鏡』第一巻では三条天皇の眼病の原因の一説として語られ、「桓算の霊が物の怪となり、首に乗り、左右の目を翼でふさぎ、羽ばたきをするため、時々見えるのである」と記述されている（もう一説は、「金液丹の服用」と現実的であり、後者に桓算説が記される）。また『宝物集』では延長8年（930年）の清涼殿への落雷も菅原道真ではなく彼の仕業であるとされている。
しかし、その経歴や怨霊になった恨みの理由などは全く伝わっていない。藤原実資の『小右記』によれば、三条天皇の眼病の原因は藤原元方と内供奉を務め後に天台座主になれずに憤死した賀静の怨霊であることが記載されている。賀静と天台座主を争ってその地位についた良源は藤原師輔とその子孫の崇敬を受けていた人物であったとされている。そこで桓算を賀静と同一人物とする説や彼をモデルとした架空の人物とする説がある。ただし、清涼殿の落雷や藤原師輔の死は賀静の生存中の出来事であるため、仮に賀静が桓算のモデルであったとしても後世において相当の脚色がなされているものと見られている。